# Jezda do Moskwy
Jezda do Moskwy, właśc. Jezda do Moskwy, i posługi z młodych lat, aż i przez wszystek czas przeszłej wojny z Moskiewskim, ojczyźnie swej i Panom swym czynione, [...] Krisztopha Radziwiła ... – panegiryk o funkcjach wychowawczych i upamiętniających, napisany przez Jana Kochanowskiego, opublikowany w 1583 roku w Drukarni Łazarzowej, a napisany prawdopodobnie rok wcześniej, poświęcony dokonaniom wojennym Krzysztofa Radziwiłła w walce z Rosją w 1581.

## Historia
Jezda do Moskwy powstawała prawdopodobnie w pośpiechu (być może z powodu nalegań Radziwiłła, który domagał się szybkiego druku utworu) lub została niedopracowana z innych przyczyn (np. kłopotów zdrowotnych lub rodzinnych); świadczą o tym liczne nierówne fragmenty oraz rymy asonansowe, które nie były normalnie stosowane przez Kochanowskiego (według Wiktora Weintrauba asonanse te mogły nie wynikać z pospiesznego tworzenia utworu, a być elementem specyficznej, niemożliwej do zrozumienia współcześnie stylizacji).

## Treść
Utwór rozpoczyna się rozbudowaną metaforą, zestawiającą Krzysztofa Radziwiłła, naśladującego dzielność ojca, z młodym orłem, obserwującym polowania i ataki swojego ojca. Następnie zawiera zarys charakteru i wcześniejszych dokonań bohatera oraz relację z jego czynów wojennych w Rosji. Relacja ta jest rzeczowa, utwór nie zawiera elementów cudownych i nadprzyrodzonych, jest bliska rzeczowym relacjom kronikarskim – wynika to z faktu, że zamiarem Kochanowskiego nie było stworzenie eposu, a utworu opisującego wydarzenia współczesne w konwencji hodoeporikonu – poematu podróżniczego.
Jezda do Moskwy pisana jest w sposób nietypowy dla Kochanowskiego – oprócz wymienionych wcześniej rymów asonansowych, wynikających prawdopodobnie z niedopracowania utworu, występuje też w niej rozbicie jednego wyrazu przez klauzulę i rym – Ruszywszy się z Koło-/mnej, położyłeś wojsko. Sotow zowią Sioło... Eksperyment ten mógł być próbą naśladowania strof stosowanych przez Pindara, jednak nie był już przez Kochanowskiego stosowany w późniejszej twórczości, być może ponieważ uznał on, że nie jest to rozwiązanie, które nadawałoby się do polskiego wiersza.

## Wydania
Jezda do Moskwy została w 1617 roku opublikowana w innej redakcji pt. Wtargnienie do Moskwy Krzysztofa Radziwiłła.